# Saint-Alban (Alto Garona)
Saint-Alban é uma comuna francesa na região administrativa da Occitânia, no departamento do Alto Garona. Estende-se por uma área de 4.26 km², com 6.183 habitantes, segundo os censos de 2018, com uma densidade de 1,500 hab/km².